# Iole
Iole — род певчих птиц из семейства бюльбюлевых. Обитают в тропиках Восточной Азии от Индии до Китая и на юг через Юго-Восточную Азию до северной части Индонезии.

## Виды
В состав рода включают следующие виды птиц:
- Iole finschii
- Iole palawanensis
- Iole viridescens
- Iole crypta
- Iole charlottae
- Iole cacharensis
- Iole propinqua

Ранее в состав рода включали и иные виды.

## Таксономия и систематика
Хотя некоторые старые источники включали данный род в состав Hypsipetes, это технически не верно и не рекомендуется. Они достаточно сильно отстоят друг от друга и для оправдания такого включения пришлось бы объединить в один род всю «Hypsipetes-образную» группу бюльбюлей. Такой таксон включал бы Hemixos, Ixos, Microscelis и Tricholestes, а возможно также Alophoixus и монотипический Setornis.